# Chileense presidentsverkiezingen 2009-2010
De Chileense presidentsverkiezingen van 2009 en 2010 vonden op 13 december 2009 (eerste ronde) en 17 januari 2020 (tweede ronde) plaats. De verkiezingen werden gewonnen door de liberaal conservatief Sebastián Piñera. Het was voor het eerst sinds het herstel van de democratie in 1989/1990 dat de Chileense bevolking een centrumrechtse kandidaat als president heeft gekozen.

## Uitslag
Omdat bij de eerste ronde op 13 december 2009 geen van de kandidaten een meerderheid heeft weten te bepalen, vond op 17 januari 2010 een tweede ronde plaats waaraan de twee kandidaten die tijdens de eerste ronde de meeste stemmen hadden behaald deelnamen.

### Eerste ronde 13 december 2009[1]
| Kandidaat               | Kandidaat               | Kandidaat                      | Partij                  | Partij                  | Coalitie                | Coalitie                                      | Stemmen   | Percentage           |
| ----------------------- | ----------------------- | ------------------------------ | ----------------------- | ----------------------- | ----------------------- | --------------------------------------------- | --------- | -------------------- |
|                         |                         | Jorge Arrate Mac Niven         |                         | PCCh                    |                         | Juntos Podemos Más                            | 433.195   | 6,21%                |
|                         |                         | Marco Enríquez-Ominami Gumucio |                         | Onafh.                  |                         | Nueva Mayoría para Chile MAS                  | 1.405.124 | 20,14%               |
|                         |                         | Sebastián Piñera Echenique     |                         | RN                      |                         | Coalición por el Cambio                       | 3.074.164 | 44,06%               |
|                         |                         | Eduardo Frei Ruiz-Tagle        |                         | PDC                     |                         | Concertación de Partidos por la Democracia FP | 2.065.061 | 29,60%               |
| Totaal geldige stemmen  | Totaal geldige stemmen  | Totaal geldige stemmen         | Totaal geldige stemmen  | Totaal geldige stemmen  | Totaal geldige stemmen  | Totaal geldige stemmen                        | 6.977.544 | 96,05%               |
| Ongeldige stemmen       | Ongeldige stemmen       | Ongeldige stemmen              | Ongeldige stemmen       | Ongeldige stemmen       | Ongeldige stemmen       | Ongeldige stemmen                             | 200.420   | 2,76%                |
| Blanco stemmen          | Blanco stemmen          | Blanco stemmen                 | Blanco stemmen          | Blanco stemmen          | Blanco stemmen          | Blanco stemmen                                | 86.172    | 1,19%                |
| Totaal                  | Totaal                  | Totaal                         | Totaal                  | Totaal                  | Totaal                  | Totaal                                        | 7.264.136 | 100%                 |
| Aantal stemgerechtigden | Aantal stemgerechtigden | Aantal stemgerechtigden        | Aantal stemgerechtigden | Aantal stemgerechtigden | Aantal stemgerechtigden | Aantal stemgerechtigden                       | 8.285.186 | Onthoudingen: 12,32% |

### Tweede ronde 17 januari 2010
| Kandidaat               | Kandidaat               | Kandidaat                  | Partij                  | Partij                  | Coalitie                | Coalitie                                      | Stemmen   | Percentage           |
| ----------------------- | ----------------------- | -------------------------- | ----------------------- | ----------------------- | ----------------------- | --------------------------------------------- | --------- | -------------------- |
|                         |                         | Sebastián Piñera Echenique |                         | RN                      |                         | Coalición por el Cambio                       | 3.591.182 | 51,61%               |
|                         |                         | Eduardo Frei Ruiz-Tagle    |                         | PDC                     |                         | Concertación de Partidos por la Democracia FP | 3.367.790 | 48,39%               |
| Totaal geldige stemmen  | Totaal geldige stemmen  | Totaal geldige stemmen     | Totaal geldige stemmen  | Totaal geldige stemmen  | Totaal geldige stemmen  | Totaal geldige stemmen                        | 6.958.972 | 96,61%               |
| Ongeldige stemmen       | Ongeldige stemmen       | Ongeldige stemmen          | Ongeldige stemmen       | Ongeldige stemmen       | Ongeldige stemmen       | Ongeldige stemmen                             | 189.490   | 2,63%                |
| Blanco stemmen          | Blanco stemmen          | Blanco stemmen             | Blanco stemmen          | Blanco stemmen          | Blanco stemmen          | Blanco stemmen                                | 54.909    | 0,76%                |
| Totaal                  | Totaal                  | Totaal                     | Totaal                  | Totaal                  | Totaal                  | Totaal                                        | 7.203.371 | 100%                 |
| Aantal stemgerechtigden | Aantal stemgerechtigden | Aantal stemgerechtigden    | Aantal stemgerechtigden | Aantal stemgerechtigden | Aantal stemgerechtigden | Aantal stemgerechtigden                       | 8.285.186 | Onthoudingen: 13,06% |